# Knoten Sankt Michael
Het Knoten Sankt Michael is een snelwegknooppunt in de Oostenrijkse deelstaat Stiermarken. Op dit knooppunt in het westen van Sankt Michael in Obersteiermark sluiten de (S6) en de (S36) aan op de (A9).

## Bouwvorm
Het knooppunt is een mixvormknooppunt.